# 3816 Chugainov
3816 Chugainov eller 1975 VG9 är en asteroid i huvudbältet som upptäcktes den 8 november 1975 av den rysk-sovjetiske astronomen Nikolaj Tjernych vid Krims astrofysiska observatorium på Krim. Den har fått sitt namn efter Pavel Fedorovitj Tjugajnov.
Asteroiden har en diameter på ungefär tolv kilometer och tillhör asteroidgruppen Eunomia.